# Boxford (Massachusetts)
Boxford es un pueblo ubicado en el condado de Essex en el estado estadounidense de Massachusetts. En el Censo de 2010 tenía una población de 7.965 habitantes y una densidad poblacional de 126,02 personas por km².

## Geografía
Boxford se encuentra ubicado en las coordenadas 42°40′59″N 71°1′6″O / 42.68306, -71.01833. Según la Oficina del Censo de los Estados Unidos, Boxford tiene una superficie total de 63.2 km², de la cual 61.01 km² corresponden a tierra firme y (3.46%) 2.19 km² es agua.

## Demografía
Según el censo de 2010, había 7.965 personas residiendo en Boxford. La densidad de población era de 126,02 hab./km². De los 7.965 habitantes, Boxford estaba compuesto por el 96.43% blancos, el 0.51% eran afroamericanos, el 0.06% eran amerindios, el 1.54% eran asiáticos, el 0% eran isleños del Pacífico, el 0.26% eran de otras razas y el 1.18% pertenecían a dos o más razas. Del total de la población el 1.82% eran hispanos o latinos de cualquier raza.